# 439 Ohio
439 Ohio је астероид главног астероидног појаса. Приближан пречник астероида је 76,57 km,
а средња удаљеност астероида од Сунца износи 3,131 астрономских јединица (АЈ).
Инклинација (нагиб) орбите у односу на раван еклиптике је 19,153 степени, а орбитални период износи 2023,838 дана (5,540 година). Ексцентрицитет орбите астероида износи 0,061.
Апсолутна магнитуда астероида износи 9,83 а геометријски албедо 0,035.
Астероид је откривен 13. октобра 1898. године.